# Helen Morgan (gyeplabdázó)
Helen Morgan, férjezett neve Helen Jane Grandson (Porthcawl, 1966. július 20. – 2020. november 19.) olimpiai bronzérmes brit válogatott walesi gyeplabdázó.

## Pályafutása
13 éves korában kezdett gyeplabdázni és hamar kiderült, hogy tehetséges kapus. A Swansea Ladies csapatának a játékosa volt, ahol hat walesi bajnoki címet nyert. Az egyetlen walesi tagja volt az 1992-es barcelonai olimpián bronzérmet szerző brit válogatottnak. 
Az olimpia után sportágat váltott és labdarúgással foglalkozott. Szerepelt a walesi válogatottban, de 1993-ban egy súlyos bokasérülés után visszavonult az aktív sportolástól.
Labdarúgóedzői képesítés szerzett labdarúgóiskolát alapított, továbbá gyeplabda kapusok edzett.

## Sikerei, díjai
- Olimpiai játékok
  - bronzérmes: 1992, Barcelona